# Micragrella aetolica
Micragrella aetolica là một loài bướm đêm thuộc phân họ Arctiinae, họ Erebidae.